# Famke
Famke ist ein weiblicher Vorname. 

## Herkunft und Bedeutung
Der Name Famke kommt aus dem Friesischen und bedeutet „kleines Mädchen“.

## Bekannte Namensträger
- Famke Janssen (* 1964), niederländische Schauspielerin